# عمر أبو قوس
عمر أبو قوس، شاعر سوري ولد في مدينة حلب بسورية عام 1913 وتوفي عام 1981.

## حياته
عمر أبو قوس من عائلة متصوفة شاذلية المذهب. وأبوه محمد أبو قوس المتوفى عام 1962 كان رجلاً عطاراً، نشأ أميّاً ثمّ ثقف نفسه بنفسه فتعلم القراءة والكتابة، وأكب على المطالعة في أشهر الكتب الفلسفية والاجتماعية والأدبية والصوفية، وله عليها تعليقات وحواش كثيرة، وقد نظم الشعر الصوفي وغنّاه له المغنون مراراً من إذاعة حلب، وأنشأ جمعية خيرية ظلت ترعى الفقراء والأيتام قرابة أربعين عاماً سماها «جمعية التضامن الخيري» كان هو رئيسها وكان يعقد في منزله جلسات أدبية وصوفية وكان ابنه عمر يحضرها.
نظم عمر الشعر الموزون وهو في الرابعة عشرة من عمره دون أن يعرف شيئاً عن علم العروض. تلقى عمر دروسه الابتدائية في «المدرسة العربية الإسلامية» التي كان مديرها عبد القادر الشوّا المعروف بتأجج شعوره القومي. وهذا ما أثر في نفس الشاعر تأثيراً عظيماً، وجعلها تتأجج حماسة للعروبة والإسلام مما يَظهر واضحاً في شعره الوطني والقومي.
انتقل إلى المدرسة العلمانية الفرنسية حيث تعلم اللغة الفرنسية ثمّ طرد منها مع رفيقين له بسبب قيادتهم مظاهرات الطلاب ضد الفرنسيين المحتلين في ذلك العهد.
فانتقل إلى المدرسة الفاروقية، ومنها إلى التجهيز الأولى في حلب حيث أكمل دراسته الثانوية وكان إذ ذاك وهو طالب أحد خطباء «الكتلة الوطنية» ومناضليها الذين كافحوا الاحتلال الفرنسي بزعامة البطل إبراهيم هنانو. ثمّ حصل على الباكلوريا السورية عام 1933. ثمّ عين معلماً عام 1934، وظل في مهنة التعليم حتّى عام 1946. ثمّ نقل بناء على طلبه من التعليم إلى ملاك وزارة الداخلية فعين مُنشئاً في ديوان محافظة حلب، ثمّ مديراً للمطبوعات والإذاعة، ثمّ مدير ناحية عام 1953، وظل في هذه الوظيفة حتّى عام 1959 حين سرِّح من الخدمة.

## دواوينه
1. حروف من نار «شعر الجهاد الوطني السوري» مطبعة طبّأخ إخوان ـ حلب ـ ط1 تموز 1946 م.
2. وحي الليل ـ صدر عام 1948 م.
3. العيون الخضر ـ مطبعة الشرق ـ حلب 1936 م ـ نشر وتوزيع مكتبة ربيع.
4. جراح قلب.
5. ديوان عمر أبو قوس «يحتوي المجموعات الشعرية الثلاث: وحي الليل، العيون الخضر، جراح القلب» طبع مكتبة البنقسلي ـ حلب ـ 1970 م ـ 142 صفحة قطع كبير آلة كاتبة ـ قدم له د.كمال زبيدة.
6. بعض أشعاري ـ حلب 1974 م ـ المطبعة الحديثة.
7. هذا طريقنا وهذا قائدنا ـ «نثر سياسي قومي» ـ بالاشتراك مع نديم جلال درويش ـ صدر عام 1959م ـ مطابع دار المنار دمشق وهو (الكتاب الشعبي المبسّط عن الجمهورية العربية المتحدة ونهضتها الحديثة) ويقع في 448 صفحة، وثلث الكتاب عن جمال عبد الناصر ـ وما تبقى عن جيش الجمهورية العربية المتحدة، وفيه عرض عام للسياسة الداخلية للجمهوريّة وعرض للمرافق العامة.
8. بعض أشعاري: آخر دواوين عمر أبو قوس صدوراً، صدر سنة 1974 في حلب «المطبعة الحديثة». ويضم هذا الديوان قصائد مختارة من دواوينه السابقة بلغت /36/ قصيدة هذا إلى جانب /14/ قصيدة جديدة، كان قد كتبها في مطلع السبعينيات ومؤرخة في أيلول 1970 إلى أيلول 1973.